# The Sims Social
The Sims Social — браузерная онлайн-игра, разработанная компанией Playfish совместно с The Sims Studio и изданная Electronic Arts. Это также первая условно-бесплатная игра серии The Sims. Выход игры состоялся 18 августа 2011 года в социальной сети Facebook, где её мог опробовать каждый пользователь сети. The Sims Social во многом была подобна оригинальной The Sims, однако делала особый акцент на выполнении квестов, задач, чтобы на полученные средства расширять и улучшать жилой участок. Игрок также мог косвенно общаться с аватарами друзей в facebook, если те также создали симов в Social и посещать их жилые участки.
Сразу после выпуска, The Sims Social стала одной из самых популярных игр, собрав на своём пике популярности свыше 50 миллионов пользователей, без учёта жителей Китая, однако интерес среди игроков к ней быстро угасал. В итоге, уже в 2013 году, EA Games прекратила поддержку игры.
Игровые критики заметили, что в целом The Sims Social чувствовалась всё той же игрой The Sims с её базовой формулой «совершенствуйся и улучшай дом», но вдобавок дополненной возможностью хвастаться своим статусом перед другими игроками. Также факт того, что за не игровыми персонажами скрывались реальные люди, придавало игре новую глубину, хотя сама Social оставляла мало почвы для самовыражения.

## Игровой процесс
The Sims Social представляла собой браузерную игру с изометрической графикой, в целом подобной оригинальным играм The Sims. То есть игра начиналась с создания персонажа — аватара игрока — пользователя Facebook, где он мог выбрать женский, или мужской пол персонажа, подобрать ему внешность, одежду, имя и основную черту характера. После начала игры, к игровому персонажу приходила Белла Гот, рассказывавшая об основных функциях игры. В игре нельзя было умереть, взрослеть или заводить детей.

Суть игры сводилась к тому, что игрок разными способами развивал своего персонажа и добывал «симолеоны», чтобы затем расширять свой участок и обставлять дорогими предметами и декором.

Как подобает игре франшизы The Sims, игрок должен был удовлетворять базовые потребности сима в еде, сне, туалете, общении, гигиене и развлечениях. Удовлетворение потребностей делало сима счастливым и наделяло его состоянием «вдохновение», при котором ускорялась скорость прокачивания навыков и добавлялись бонусные деньги. В Sims Social игроки могли заботится только об одном симе (в отличие от всей семьи). Также Social вводила так называемую шкалу энергии, необходимую для совершения взаимодействий, починки, прокачки навыков, общении итд. На каждое действие тратилась одна единица энергии и которая добавлялась в игру раз в 5 минут и шкала заполнялась по достижении 15 единиц. Такое ограничение можно было обойти, совершая микроплатежи. Также за реальные деньги игрок мог приобретать предметы, мебель или завершать квесты. По мере продвижении в игровом процессе, игрок мог приобрести до шести новых черт характера, которые сокращали время определённых действий или увеличивали шанс удачного исхода. Новые черты характера можно было купить за жизненные очки.
Вместо того, чтобы исследовать целый район, симы были ограничены собственным домом и двором, которые могли быть расширены новыми комнатами и обставлены новыми предметами, мебелью и декором, купленном в магазине. Также сим мог посещать дома других симов и открывать к ним доступ, приглашая друзей из Facebook стать соседями. Фактически каждый не игровой персонаж, с которым встречался сим был аватаром, принадлежащем другу из facebook. При этом игровой ИИ по прежнему осуществлял управление над аватарами друзей, в частности игрок не мог наблюдать за управлением аватара другим игроком в режиме реального времени, также NPC оставался активным для другого игрока даже при отсутствии в сети его «хозяина». Игрок также мог развивать отношения с NPC, дружеские, враждебные или любовные, тем не менее новый статус отношений должен был подтвердить другой игрок.
Важную роль в Social играли «симолеоны» — внутриигровая валюта. Если в традиционной игре The Sims работа оставалась пассивным событием, что в Sims Social игроку требовалось выполнять разного рода миссии, небольшие задания, требующие собирать или покупать предметы, чтобы повысить ценность своего дома (например поливка растений, выдергивание сорняков/кустов/грибов, общение с друзьями, починка техники, выполнение специальных заданий, а также большинство действий, выполняемых за счет траты энергии). В обмен на выполнение заданий, игра вознаграждала управляемого сима симолеонами, на которые можно были купить различные предметы для обстановки интерьера дома. Некоторые предметы можно было получить, как подарок от друзей. Сам процесс работы переплетён с развитием умений, например при повышении навыка готовки, игрок получал доступ к новому контенту — кофеварку или плиту. Повышение квалификации также заменяло необходимость работы, поскольку сим зарабатывал при этом деньги. Выполняя определённые задания, игрок также мог обращаться за помощью к NPC других игроков. В игре также была доступна премиальная валюта — «SimCash», доступная только при совершении реальной оплаты.

## Разработка и выход
На разработку The Sims Social разработчиков вдохновил феноменальный успех таких браузерных игр, как FarmVille и CityVille. Над созданием самой игры занималась лондонская студия Playfish, специализирующаяся на разработке браузерных игр
. Сама игра в целом подобна оригинальной The Sims, однако особый акцент в ней был сделан на возможности развивать значимые и разнообразные отношения между симами других игроков, как и в реальной жизни, а также устанавливать разный характер отношений. Для адаптации симулятора жизни к браузерной модели, разработчики решили отказаться от некоторых деталей из оригинальной игры, в частности возможности смерти или управления несколькими персонажами. Саму же игру The Sims Social сравнивали с сервисом. Тем не менее игра должна была по прежнему позволять игрокам выражать свой творческий потенциал, чувствовать непредсказуемость персонажей и воплощать разные мечты и цели, но отныне с участием персонажей друзей из социальной сети. Как браузерная игра, The Sims Social обладает изометрической и достаточно стилизованной под мультипликацию графикой.
Впервые анонс игры состоялся в июне 2011 года, на выставке E3 2011, во время пресс-конференции EA Games. Бета-версия игры была запущена 9 августа, однако все же у игроков были проблемы с самим запуском игры. Формальный выход состоялся 18 августа 2011 года на facebook, игра была доступна по всему миру на пяти языках: английском, французском, немецком, итальянском и испанском. Разработчики также обещали перевести игру на русский язык.
В апреле 2012 года Playfish совместно с китайской интернет-компанией Tencent объявила о предстоящем выпуске игры Mo Ni Shi Guang (кит. 模拟 时光) — изменённой версии The Sims Social, ориентированной на китайский рынок. Игра была выпущена для китайской социальной сети Qzone. В данную версию игры вошла отдельная коллекция аксессуаров и предметов, ориентированных на китайскую аудиторию, а также была изменена стилистика персонажей. Заключение соглашения с китайскими интернет-компаниями для привлечения китайском аудитории к игре требуется из-за того, что Китай пользуется собственными интернет-сервизами и социальными сетями. Также способ монетизации в игре был пересмотрен в сторону активного применения рекламных постов, как это принято в условно-бесплатных играх на китайском рынке. После выхода, игра получила восторженные отзывы у китайских пользователей

### Закрытие игры
В апреле 2013 года Electronic Arts объявила о предстоящем закрытии The Sims Social наряду с SimCity Social и Pet Society, указав на то, что к 2013 году активность игроков в данных играх заметно снизилась и EA считала больше не целесообразным содержать обслуживающие игры сервера. Игроки не могли возместить инвестированные в игру средства и им было предложено потратить все свои игровые деньги до 14 июня 2013 года. Форум игры также был закрыт и переведён в режим офлайн.

## Популярность и влияние
Sims Online стала игрой в Facebook с самым быстрорастущей игровой аудиторией в 2011 году. По данным на 19 августа, количество пользователей игры составило уже 4,8 миллионов человек. K 30 августу количество игроков достигло 22 миллиона, что сделало Sims Social в итоге самой успешной браузерной игрой от EA, 7 сентября аудитория составляла уже 30 миллионов человек. И к концу месяца их количество достигло 50 миллионов человек. Social была второй самой популярной игрой на facebook после CityVille. Она также за первый месяц собрала большее количество игроков, чем знаменитая игра FarmVille за аналогичный период. Даже несмотря на то, что Social по прежнему по количеству игроков уступала CityVille, её компания-создательница, Zunga организовала серию акций и скидок, в том числе заключила соглашение с поп-звездой Энрике Иглесиасом для рекламы CityVille.
9 февраля 2012 года, The Sims Social выиграла награду «Игра года социальной сети» на 15-й ежегодном вручении D.I.C.E., а 15 февраля 2012 года, The Sims Social была номинирована в категории лучшая «онлайн-браузерная игра» со стороны BAFTA. EA Games рекламировала в игре бренд Dunkin’ Donuts.
Несмотря на изначальный успех, уже через два месяца после выхода, популярность игры начала падать, среди причин числились в том числе участившиеся сбои и ошибки в игре, а также отсутствие обновлений и контента. Society переставала постепенно выдерживать конкуренцию со стороны других игр, того же FarmVille например. Игра стремительно теряла популярность и уже к ноябрю 2012 года выпала из 25 самых популярных игр на facebook. Падение популярности объяснялось тем, что повторяющиеся задания делали игру не привлекательной в долгосрочной перспективе.
Сама Sim Social попала также под волну критики после того, после того, как игра предложила временную акцию, однако изменила правила получения вознаграждения, не предупредив игроков. В итоге это создало ситуацию, когда игроки начали инвестировать деньги, чтобы в итоге не получать вознаграждение. На форумах разразился скандал, вышедший за их пределы, как оказалось, EA Games уже раннее тайно меняли условия акций, связанных с играми Battlefield 1943 и NHL 09 и таким образом обманывали игроков.

### Судебный иск
На фоне успеха The Sims Social, Компания Zynga решила выпустить игру, подобную The Sims Social — The Ville, как в плане игрового процесса, так и визуального дизайна. В итоге EA Games решила подать в суд за нарушение авторского права. Придание факта плагиата широкой огласке привело к гневной реакции против Zynga, но сама EA Games также подверглась критике за попытку оклеветать более малую компанию с целью реабилитации и так своего дурного имени. Учитывая, что плагиат встречается в индустрии игр крайне часто и как правило решается юридически без придания громкой огласке.
Сама Zynga раннее уже обвинялась многократно в нарушении авторских прав и в ответ, она не отрицала факт плагиата, но объявила, что EA Games позволила себе сделать абсолютно то же самое при выпуске SimCity Social от ЕА, которая почти идентична CityVille от Zynga, выпущенной раннее. При этом, в момент выпуска трейлера SimCity Social, ЕА не отрицала схожесть игр и даже в показанном трейлере насмехалась над CityVille. И на этой почве Zynga решила также подать встречный иск против EA Games за плагиат и «нечестные методы конкуренции». Конфликт между компаниями был в результате урегулирован мирным путём в 2013 году.

## Критика
Критик сайта Kill Screen заметил, что The Sims Social развивает идею культуры потребительства, но отныне превращая благополучие сима в признак личного статуса, которым можно хвастаться перед другими. Тем не менее игрок вынужден следовать постоянным линейным заданиям, не оставляя почву для самовыражения или реального взаимодействия с людьми.
Редакция сайта Commonsensmedia заметила, что даже при своей специфике игрового процесса, Social по прежнему ощущается, как игра серии The Sims, тем не менее игра по мнению редакции игре не удалось перенять механику успешных социальных игр. Представитель сайта Digitallydownloaded заметил, что формула игры «улучшай свой дом и хвастайся перед игроками» очень успешна и достаточна, чтобы вызвать у игрока привыкание, также он сравнил сами элементы игрового процесса с игрой FarmVille. Представитель сайта Gamezebo заметил, что Social в целом ощущается, как урезанная версия The Sims, но компенсированная неплохим социальным элементом, это одна из немногих игр, заставляющая игрока задуматься о последствиях своих действий.
Критик сайта Gamezebo оценил систему общения с другими игровыми персонажами друзей, игра по прежнему позволяет традиционным способом завязывать отношения с симами при согласии игрока разумеется, хотя это звучит достаточно банально, однако это по мнению критика придаёт игре новую глубину и создаёт почву для некоторых неловких сценариев, да и в целом, заставляет данные отношения чувствоваться более значимыми. Критик сайта Kill Screen счёл жутким факт того, что игрок моет видеть «живого» аватара чего то друга, который на данный момент не играет в Social, будто он общается с «живым мертвецом». Также рецензент счёл, что игра лишь имитирует подобного рода общение, но никак не заменяет настоящее, позволяя лишь приблизительно понять вкусы и интересы другого игрока.
Представитель Kill Screen заметил, что Sims Social по прежнему не может тягаться с Second Life, так как игра не позволяет загружать пользовательский контент, ограничивая игрока имеющимся каталогом предметов, в итоге апартаменты симов выглядят похожими друг на друга, не оставляя места для самовыражения. Редакция Commonsensemedia заметила, что такого рода недостатки по прежнему компенсируются преимуществами фирменного геймплея The Sims, что в итоге делает её увлекательной социальной игра с глубиной и юмором. Представитель Gamezebo заметил, что некоторые элементы в игре, такие, как например необходимость избавляться от сорняков чувствуются лишними.